# Campeonato Mundial de Halterofilismo de 2023
O Campeonato Mundial de Halterofilismo de 2023 foi a 88ª edição do campeonato de halterofilismo, organizado pela Federação Internacional de Halterofilismo (FIH). O campeonato ocorreu no Complexo Olímpico Príncipe Faisal bin Fahd, em Riade, na Arábia Saudita, entre 4 a 17 de setembro de 2023. Foram disputadas 20 categorias (10 masculino e 10 feminino), com a presença de 719 halterofilistas de 117 nacionalidades filiadas à Federação Internacional de Halterofilismo (FIH). Teve como destaque a China com 13 medalhas no total, sendo 7 de ouro.

## Calendário
| Data→ Categoria ↓ | Seg 04 | Ter 05 | Qua 06 | Qui 07 | Sex 08 | Sáb 09 | Dom 10 | Seg 11 | Ter 12 | Qua 13 | Qui 14 | Sex 15 | Sáb 16 | Dom 17 |
| ----------------- | ------ | ------ | ------ | ------ | ------ | ------ | ------ | ------ | ------ | ------ | ------ | ------ | ------ | ------ |
| 55 kg             |        | ●      |        |        |        |        |        |        |        |        |        |        |        |        |
| 61 kg             |        |        | ●      |        |        |        |        |        |        |        |        |        |        |        |
| 67 kg             |        |        |        | ●      |        |        |        |        |        |        |        |        |        |        |
| 73 kg             |        |        |        |        |        | ●      |        |        |        |        |        |        |        |        |
| 81 kg             |        |        |        |        |        |        |        | ●      |        |        |        |        |        |        |
| 89 kg             |        |        |        |        |        |        |        | ●      |        |        |        |        |        |        |
| 96 kg             |        |        |        |        |        |        |        |        |        | ●      |        |        |        |        |
| 102 kg            |        |        |        |        |        |        |        |        |        |        | ●      |        |        |        |
| 109 kg            |        |        |        |        |        |        |        |        |        |        |        |        | ●      |        |
| +109 kg           |        |        |        |        |        |        |        |        |        |        |        |        |        | ●      |

| Data→ Categoria ↓ | Seg 04 | Ter 05 | Qua 06 | Qui 07 | Sex 08 | Sáb 09 | Dom 10 | Seg 11 | Ter 12 | Qua 13 | Qui 14 | Sex 15 | Sáb 16 | Dom 17 |
| ----------------- | ------ | ------ | ------ | ------ | ------ | ------ | ------ | ------ | ------ | ------ | ------ | ------ | ------ | ------ |
| 45 kg             | ●      |        |        |        |        |        |        |        |        |        |        |        |        |        |
| 49 kg             |        | ●      |        |        |        |        |        |        |        |        |        |        |        |        |
| 55 kg             |        |        | ●      |        |        |        |        |        |        |        |        |        |        |        |
| 59 kg             |        |        |        |        | ●      |        |        |        |        |        |        |        |        |        |
| 64 kg             |        |        |        |        |        |        | ●      |        |        |        |        |        |        |        |
| 71 kg             |        |        |        |        |        |        |        |        |        | ●      |        |        |        |        |
| 76 kg             |        |        |        |        |        |        |        |        |        |        | ●      |        |        |        |
| 81 kg             |        |        |        |        |        |        |        |        |        |        |        | ●      |        |        |
| 87 kg             |        |        |        |        |        |        |        |        |        |        |        | ●      |        |        |
| +87 kg            |        |        |        |        |        |        |        |        |        |        |        |        | ●      |        |

## Medalhistas
Os resultados foram os seguintes.

### Masculino
| Evento             | Ouro                                              | Ouro             | Prata                             | Prata            | Bronze                                            | Bronze           |
| 55 kg (detalhes)   | 55 kg (detalhes)                                  | 55 kg (detalhes) | 55 kg (detalhes)                  | 55 kg (detalhes) | 55 kg (detalhes)                                  | 55 kg (detalhes) |
| ------------------ | ------------------------------------------------- | ---------------- | --------------------------------- | ---------------- | ------------------------------------------------- | ---------------- |
| Arranque           | Lại Gia Thành · Vietname                          | 123 kg           | Ngô Sơn Đỉnh · Vietname           | 117 kg           | Thada Somboon-uan · Tailândia                     | 116 kg           |
| Arremesso          | Lại Gia Thành · Vietname                          | 146 kg           | Ngô Sơn Đỉnh · Vietname           | 144 kg           | Natthawat Chomchuen · Tailândia                   | 143 kg           |
| Total              | Lại Gia Thành · Vietname                          | 269 kg           | Ngô Sơn Đỉnh · Vietname           | 261 kg           | Natthawat Chomchuen · Tailândia                   | 259 kg           |
| 61 kg (detalhes)   |                                                   |                  |                                   |                  |                                                   |                  |
| Arranque           | Li Fabin · China                                  | 141 kg           | Sergio Massidda · Itália          | 137 kg           | Shota Mishvelidze · Geórgia                       | 136 kg           |
| Arremesso          | Hampton Morris · Estados Unidos                   | 168 kg           | Li Fabin · China                  | 167 kg           | Aniq Kasdan · Malásia                             | 166 kg           |
| Total              | Li Fabin · China                                  | 308 kg           | Sergio Massidda · Itália          | 302 kg           | Ding Hongjie · China                              | 301 kg           |
| 67 kg (detalhes)   |                                                   |                  |                                   |                  |                                                   |                  |
| Arranque           | Chen Lijun · China                                | 153 kg           | Eko Yuli Irawan · Indonésia       | 146 kg           | Gor Sahakyan · Armênia                            | 142 kg           |
| Arremesso          | Chen Lijun · China                                | 180 kg           | Francisco Mosquera · Colômbia     | 176 kg           | Lee Sang-yeon Coreia do Sul                       | 176 kg           |
| Total              | Chen Lijun · China                                | 333 kg           | Eko Yuli Irawan · Indonésia       | 321 kg           | Gor Sahakyan · Armênia                            | 312 kg           |
| 73 kg (detalhes)   |                                                   |                  |                                   |                  |                                                   |                  |
| Arranque           | Wei Yinting · China                               | 157 kg           | Weeraphon Wichuma · Tailândia     | 154 kg           | Ritvars Suharevs · Letônia                        | 154 kg           |
| Arremesso          | Weeraphon Wichuma · Tailândia                     | 195 kg           | Bak Joo-hyo Coreia do Sul         | 187 kg           | Muhammed Furkan Özbek · Turquia                   | 187 kg           |
| Total              | Weeraphon Wichuma · Tailândia                     | 349 kg           | Wei Yinting · China               | 337 kg           | Muhammed Furkan Özbek · Turquia                   | 334 kg           |
| 81 kg (detalhes)   |                                                   |                  |                                   |                  |                                                   |                  |
| Arranque           | Mukhammadkodir Toshtemirov · Uzbequistão          | 164 kg           | Oscar Reyes · Itália              | 163 kg           | Rafik Harutyunyan · Armênia                       | 162 kg           |
| Arremesso          | Rahmat Erwin Abdullah · Indonésia                 | 209 kg           | Bozhidar Andreev · Bulgária       | 195 kg           | Gaýgysyz Töräýew Turquemenistão                   | 193 kg           |
| Total              | Oscar Reyes · Itália                              | 356 kg           | Rahmat Erwin Abdullah · Indonésia | 354 kg           | Mukhammadkodir Toshtemirov · Uzbequistão          | 352 kg           |
| 89 kg (detalhes)   |                                                   |                  |                                   |                  |                                                   |                  |
| Arranque           | Andranik Karapetyan · Armênia                     | 175 kg           | Marin Robu · Moldávia             | 173 kg           | Keydomar Vallenilla · Venezuela                   | 171 kg           |
| Arremesso          | Mirmostafa Javadi Irão                            | 215 kg           | Li Dayin · China                  | 213 kg           | Keydomar Vallenilla · Venezuela                   | 210 kg           |
| Total              | Mirmostafa Javadi Irão                            | 384 kg           | Li Dayin · China                  | 383 kg           | Keydomar Vallenilla · Venezuela                   | 381 kg           |
| 96 kg (detalhes)   |                                                   |                  |                                   |                  |                                                   |                  |
| Arranque           | Qasim Al-Lami · Iraque                            | 175 kg           | Karim Abokahla · Egito            | 174 kg           | Won Jong-beom Coreia do Sul                       | 172 kg           |
| Arremesso          | Karim Abokahla · Egito                            | 213 kg           | Won Jong-beom Coreia do Sul       | 212 kg           | Mahmoud Hassan · Egito                            | 209 kg           |
| Total              | Karim Abokahla · Egito                            | 387 kg           | Won Jong-beom Coreia do Sul       | 384 kg           | Qasim Al-Lami · Iraque                            | 379 kg           |
| 102 kg (detalhes)  |                                                   |                  |                                   |                  |                                                   |                  |
| Arranque           | Yauheni Tsikhantsou · Atletas neutros autorizados | 183 kg           | Garik Karapetyan · Armênia        | 183 kg           | Jang Yeon-hak Coreia do Sul                       | 182 kg           |
| Arremesso          | Liu Huanhua · China                               | 224 kg           | Fares El-Bakh · Catar             | 218 kg           | Jang Yeon-hak Coreia do Sul                       | 217 kg           |
| Total              | Liu Huanhua · China                               | 404 kg           | Jang Yeon-hak Coreia do Sul       | 399 kg           | Yauheni Tsikhantsou · Atletas neutros autorizados | 394 kg           |
| 109 kg (detalhes)  |                                                   |                  |                                   |                  |                                                   |                  |
| Arranque           | Akbar Djuraev · Uzbequistão                       | 189 kg           | Hristo Hristov · Bulgária         | 181 kg           | Dadash Dadashbayli · Azerbaijão                   | 180 kg           |
| Arremesso          | Ruslan Nurudinov · Uzbequistão                    | 227 kg           | Akbar Djuraev · Uzbequistão       | 226 kg           | Dadash Dadashbayli · Azerbaijão                   | 223 kg           |
| Total              | Akbar Djuraev · Uzbequistão                       | 415 kg           | Ruslan Nurudinov · Uzbequistão    | 407 kg           | Dadash Dadashbayli · Azerbaijão                   | 403 kg           |
| +109 kg (detalhes) |                                                   |                  |                                   |                  |                                                   |                  |
| Arranque           | Lasha Talakhadze · Geórgia                        | 220 kg           | Gor Minasyan · Bahrein            | 213 kg           | Varazdat Lalayan · Armênia                        | 212 kg           |
| Arremesso          | Lasha Talakhadze · Geórgia                        | 253 kg           | Simon Martirosyan · Armênia       | 250 kg           | Ali Davoudi Irão                                  | 249 kg           |
| Total              | Lasha Talakhadze · Geórgia                        | 473 kg           | Varazdat Lalayan · Armênia        | 460 kg           | Gor Minasyan · Bahrein                            | 459 kg           |

- — RECORDE 
MUNDIAL

### Feminino
| Evento            | Ouro                              | Ouro             | Prata                                | Prata            | Bronze                            | Bronze           |
| 45 kg (detalhes)  | 45 kg (detalhes)                  | 45 kg (detalhes) | 45 kg (detalhes)                     | 45 kg (detalhes) | 45 kg (detalhes)                  | 45 kg (detalhes) |
| ----------------- | --------------------------------- | ---------------- | ------------------------------------ | ---------------- | --------------------------------- | ---------------- |
| Arranque          | Chayuttra Pramongkhol · Tailândia | 78 kg            | Rosina Randafiarison · Madagáscar    | 77 kg            | Cansu Bektaş · Turquia            | 75 kg            |
| Arremesso         | Chayuttra Pramongkhol · Tailândia | 101 kg           | Rosina Randafiarison · Madagáscar    | 93 kg            | Cansu Bektaş · Turquia            | 87 kg            |
| Total             | Chayuttra Pramongkhol · Tailândia | 179 kg           | Rosina Randafiarison · Madagáscar    | 170 kg           | Cansu Bektaş · Turquia            | 162 kg           |
| 49 kg (detalhes)  |                                   |                  |                                      |                  |                                   |                  |
| Arranque          | Hou Zhihui · China                | 95 kg            | Jiang Huihua · China                 | 95 kg            | Mihaela Cambei · Roménia          | 90 kg            |
| Arremesso         | Jiang Huihua · China              | 120 kg           | Hou Zhihui · China                   | 116 kg           | Jourdan Delacruz · Estados Unidos | 112 kg           |
| Total             | Jiang Huihua · China              | 215 kg           | Hou Zhihui · China                   | 211 kg           | Jourdan Delacruz · Estados Unidos | 200 kg           |
| 55 kg (detalhes)  |                                   |                  |                                      |                  |                                   |                  |
| Arranque          | Chen Guan-ling · Taipé Chinesa    | 91 kg            | Rohelys Galvis · Colômbia            | 90 kg            | Irene Borrego · México            | 89 kg            |
| Arremesso         | Chen Guan-ling · Taipé Chinesa    | 112 kg           | Rohelys Galvis · Colômbia            | 111 kg           | Rosalba Morales · Colômbia        | 110 kg           |
| Total             | Chen Guan-ling · Taipé Chinesa    | 203 kg           | Rohelys Galvis · Colômbia            | 201 kg           | Irene Borrego · México            | 199 kg           |
| 59 kg (detalhes)  |                                   |                  |                                      |                  |                                   |                  |
| Arranque          | Luo Shifang · China               | 107 kg           | Kamila Konotop · Ucrânia             | 106 kg           | Pei Xinyi · China                 | 102 kg           |
| Arremesso         | Luo Shifang · China               | 136 kg           | Kuo Hsing-chun · Taipé Chinesa       | 130 kg           | Kamila Konotop · Ucrânia          | 130 kg           |
| Total             | Luo Shifang · China               | 243 kg           | Kamila Konotop · Ucrânia             | 236 kg           | Pei Xinyi · China                 | 232 kg           |
| 64 kg (detalhes)  |                                   |                  |                                      |                  |                                   |                  |
| Arranque          | Natalia Llamosa · Colômbia        | 101 kg           | Julieth Rodríguez · Colômbia         | 101 kg           | Ruth Ayodele · Nigéria            | 100 kg           |
| Arremesso         | Park Min-kyung Coreia do Sul      | 123 kg           | Ruth Ayodele · Nigéria               | 122 kg           | Natalia Llamosa · Colômbia        | 122 kg           |
| Total             | Natalia Llamosa · Colômbia        | 223 kg           | Ruth Ayodele · Nigéria               | 222 kg           | Park Min-kyung Coreia do Sul      | 220 kg           |
| 71 kg (detalhes)  |                                   |                  |                                      |                  |                                   |                  |
| Arranque          | Liao Guifang · China              | 120 kg           | Angie Palacios · Equador             | 117 kg           | Olivia Reeves · Estados Unidos    | 111 kg           |
| Arremesso         | Liao Guifang · China              | 153 kg           | Olivia Reeves · Estados Unidos       | 142 kg           | Angie Palacios · Equador          | 138 kg           |
| Total             | Liao Guifang · China              | 273 kg           | Angie Palacios · Equador             | 255 kg           | Olivia Reeves · Estados Unidos    | 253 kg           |
| 76 kg (detalhes)  |                                   |                  |                                      |                  |                                   |                  |
| Arranque          | Sara Ahmed · Egito                | 108 kg           | Kim Su-hyeon Coreia do Sul           | 106 kg           | Hellen Escobar · Colômbia         | 106 kg           |
| Arremesso         | Sara Ahmed · Egito                | 138 kg           | Hellen Escobar · Colômbia            | 136 kg           | Bella Paredes · Equador           | 135 kg           |
| Total             | Sara Ahmed · Egito                | 246 kg           | Hellen Escobar · Colômbia            | 242 kg           | Bella Paredes · Equador           | 240 kg           |
| 81 kg (detalhes)  |                                   |                  |                                      |                  |                                   |                  |
| Arranque          | Wang Zhouyu · China               | 122 kg           | Liang Xiaomei · China                | 122 kg           | Neisi Dajomes · Equador           | 115 kg           |
| Arremesso         | Liang Xiaomei · China             | 159 kg           | Wang Zhouyu · China                  | 155 kg           | Eileen Cikamatana · Austrália     | 146 kg           |
| Total             | Liang Xiaomei · China             | 281 kg           | Wang Zhouyu · China                  | 277 kg           | Eileen Cikamatana · Austrália     | 256 kg           |
| 87 kg (detalhes)  |                                   |                  |                                      |                  |                                   |                  |
| Arranque          | Lo Ying-yuan · Taipé Chinesa      | 112 kg           | Jung A-ram Coreia do Sul             | 107 kg           | Anastasiia Manievska · Ucrânia    | 106 kg           |
| Arremesso         | Solfrid Koanda · Noruega          | 156 kg           | Yeinny Geles · Colômbia              | 138 kg           | Jung A-ram Coreia do Sul          | 134 kg           |
| Total             | Lo Ying-yuan · Taipé Chinesa      | 245 kg           | Yeinny Geles · Colômbia              | 244 kg           | Jung A-ram Coreia do Sul          | 241 kg           |
| +87 kg (detalhes) |                                   |                  |                                      |                  |                                   |                  |
| Arranque          | Park Hye-jeong Coreia do Sul      | 124 kg           | Son Young-hee Coreia do Sul          | 122 kg           | Lisseth Ayoví · Equador           | 121 kg           |
| Arremesso         | Park Hye-jeong Coreia do Sul      | 165 kg           | Mary Theisen-Lappen · Estados Unidos | 160 kg           | Lisseth Ayoví · Equador           | 155 kg           |
| Total             | Park Hye-jeong Coreia do Sul      | 289 kg           | Mary Theisen-Lappen · Estados Unidos | 277 kg           | Lisseth Ayoví · Equador           | 276 kg           |

- — RECORDE 
MUNDIAL

## Quadro de medalhas
Quadro de medalhas no total combinado
| Ordem | País                           | Medalha de ouro | Medalha de prata | Medalha de bronze | Total |
| ----- | ------------------------------ | --------------- | ---------------- | ----------------- | ----- |
| 1     | China                          | 7               | 4                | 2                 | 13    |
| 2     | Tailândia                      | 2               | 0                | 1                 | 3     |
| 3     | Taipé Chinesa                  | 2               | 0                | 0                 | 2     |
| 3     | Egito                          | 2               | 0                | 0                 | 2     |
| 5     | Colômbia                       | 1               | 3                | 0                 | 4     |
| 6     | Coreia do Sul                  | 1               | 2                | 2                 | 5     |
| 7     | Uzbequistão                    | 1               | 1                | 1                 | 3     |
| 8     | Itália                         | 1               | 1                | 0                 | 2     |
| 8     | Vietname                       | 1               | 1                | 0                 | 2     |
| 10    | Geórgia                        | 1               | 0                | 0                 | 0     |
| 10    | Irão                           | 1               | 0                | 0                 | 1     |
| 12    | Indonésia                      | 0               | 2                | 0                 | 2     |
| 13    | Equador                        | 0               | 1                | 2                 | 3     |
| 13    | Estados Unidos                 | 0               | 1                | 2                 | 3     |
| 15    | Armênia                        | 0               | 1                | 1                 | 2     |
| 16    | Madagáscar                     | 0               | 1                | 0                 | 1     |
| 16    | Nigéria                        | 0               | 1                | 0                 | 1     |
| 16    | Ucrânia                        | 0               | 1                | 0                 | 1     |
| 19    | Turquia                        | 0               | 0                | 2                 | 2     |
| 20    | Austrália                      | 0               | 0                | 1                 | 1     |
| 20    | Azerbaijão                     | 0               | 0                | 1                 | 1     |
| 20    | Bahrein                        | 0               | 0                | 1                 | 1     |
| 20    | Iraque                         | 0               | 0                | 1                 | 1     |
| 20    | México                         | 0               | 0                | 1                 | 1     |
| 20    | Venezuela                      | 0               | 0                | 1                 | 1     |
| -     | Atletas neutros autorizados[a] | 0               | 0                | 1                 | 1     |
| Total | Total                          | 20              | 20               | 20                | 60    |

Quadro de medalhas nos levantamentos + total combinado
| Ordem | País                           | Medalha de ouro | Medalha de prata | Medalha de bronze | Total |
| ----- | ------------------------------ | --------------- | ---------------- | ----------------- | ----- |
| 1     | China                          | 20              | 10               | 3                 | 33    |
| 2     | Tailândia                      | 5               | 1                | 3                 | 9     |
| 3     | Egito                          | 5               | 1                | 1                 | 7     |
| 4     | Taipé Chinesa                  | 5               | 1                | 0                 | 6     |
| 5     | Coreia do Sul                  | 4               | 7                | 7                 | 18    |
| 6     | Uzbequistão                    | 4               | 2                | 1                 | 7     |
| 7     | Vietname                       | 3               | 3                | 0                 | 6     |
| 8     | Geórgia                        | 3               | 0                | 1                 | 4     |
| 9     | Colômbia                       | 2               | 9                | 3                 | 14    |
| 10    | Irão                           | 2               | 0                | 1                 | 3     |
| 11    | Armênia                        | 1               | 3                | 4                 | 8     |
| 11    | Estados Unidos                 | 1               | 3                | 4                 | 8     |
| 13    | Indonésia                      | 1               | 3                | 0                 | 4     |
| 13    | Itália                         | 1               | 3                | 0                 | 4     |
| 15    | Iraque                         | 1               | 0                | 1                 | 2     |
| -     | Atletas neutros autorizados[a] | 1               | 0                | 1                 | 2     |
| 16    | Noruega                        | 1               | 0                | 0                 | 1     |
| 17    | Madagáscar                     | 0               | 3                | 0                 | 3     |
| 18    | Equador                        | 0               | 2                | 7                 | 9     |
| 19    | Ucrânia                        | 0               | 2                | 2                 | 4     |
| 20    | Nigéria                        | 0               | 2                | 1                 | 3     |
| 21    | Bulgária                       | 0               | 2                | 0                 | 2     |
| 22    | Bahrein                        | 0               | 1                | 1                 | 2     |
| 23    | Moldávia                       | 0               | 1                | 0                 | 1     |
| 23    | Catar                          | 0               | 1                | 0                 | 1     |
| 25    | Turquia                        | 0               | 0                | 5                 | 5     |
| 26    | Azerbaijão                     | 0               | 0                | 3                 | 3     |
| 26    | Venezuela                      | 0               | 0                | 3                 | 3     |
| 28    | Austrália                      | 0               | 0                | 2                 | 2     |
| 28    | México                         | 0               | 0                | 2                 | 2     |
| 30    | Letônia                        | 0               | 0                | 1                 | 1     |
| 30    | Malásia                        | 0               | 0                | 1                 | 1     |
| 30    | Roménia                        | 0               | 0                | 1                 | 1     |
| 30    | Turquemenistão                 | 0               | 0                | 1                 | 1     |
| Total | Total                          | 60              | 60               | 60                | 180   |

a  Como resultado das sanções impostas após a invasão russa da Ucrânia em 2022, os halterofilistas bielorrussos participaram como atletas neutros individuais (ANA), de acordo com um acordo do COI  implementada pela IWF. Nenhum atleta russo concordou em participar como neutro. Nenhuma bandeira foi usada para a delegação, nem mesmo a da IWF. A IWF não inclui as medalhas conquistadas por esses levantadores de peso no quadro oficial de medalhas, seus resultados não são contabilizados na classificação da equipe.

## Classificação por equipe
| Posição | Equipe        | Pontos |
| ------- | ------------- | ------ |
| 1       | Armênia       | 522    |
| 2       | China         | 492    |
| 3       | Irão          | 458    |
| 4       | Colômbia      | 440    |
| 5       | Uzbequistão   | 429    |
| 6       | Coreia do Sul | 399    |

| Posição | Equipe         | Pontos |
| ------- | -------------- | ------ |
| 1       | Colômbia       | 619    |
| 2       | Estados Unidos | 559    |
| 3       | China          | 554    |
| 4       | Taipé Chinesa  | 520    |
| 5       | Coreia do Sul  | 434    |
| 6       | México         | 368    |

## Participantes
Um total de 719 halterofilistas de 117 nacionalidades participaram do evento.
| - Afeganistão (2) - Atletas neutros autorizados (10) - Albânia (3) - Argélia (4) - Argentina (1) - Armênia (14) - Austrália (9) - Áustria (2) - Azerbaijão (6) - Bahrein (3) - Bangladesh (1) - Bélgica (1) - Bósnia e Herzegovina (2) - Botswana (1) - Brasil (4) - Brunei (2) - Bulgária (10) - Camarões (5) - Canadá (16) - Chile (4) - China (18) - Taipé Chinesa (16) - Ilhas Cook (1) - Colômbia (20) - Croácia (3) - Cuba (5) - Chéquia (6) - Dinamarca (5) - República Dominicana (5) - Equador (9) - Egito (7) - Estónia (3) - Fiji (1) - Finlândia (5) - França (9) - Geórgia (11) - Alemanha (7) - Gana (4) - Grã-Bretanha (11) | - Grécia (4) - Guam (1) - Guatemala (3) - Honduras (3) - Hungria (2) - Islândia (3) - Índia (6) - Indonésia (15) - Irão (16) - Iraque (6) - Irlanda (6) - Israel (4) - Itália (9) - Jamaica (2) - Japão (14) - Jordânia (1) - Cazaquistão (12) - Quênia (8) - Kiribati (2) - Kuwait (8) - Quirguistão (2) - Letônia (4) - Líbano (2) - Líbia (2) - Lituânia (6) - Madagáscar (4) - Malásia (2) - Malta (1) - Ilhas Marshall (1) - Ilhas Maurícias (1) - México (19) - Moldávia (4) - Mongólia (10) - Marrocos (5) - Nauru (1) - Nepal (5) - Países Baixos (5) - Nigéria (6) - Nova Zelândia (6) | - Noruega (5) - Omã (2) - Papua-Nova Guiné (2) - Peru (4) - Filipinas (7) - Polónia (10) - Portugal (10) - Porto Rico (5) - Catar (1) - Roménia (8) - Samoa (3) - Arábia Saudita (20) - Sérvia (1) - Serra Leoa (1) - Eslováquia (6) - Ilhas Salomão (1) - África do Sul (3) - Coreia do Sul (19) - Espanha (18) - Sri Lanka (3) - Suécia (4) - Suíça (1) - Síria (1) - Tailândia (16) - Tonga (1) - Tunísia (5) - Turquia (12) - Turquemenistão (15) - Tuvalu (1) - Uganda (3) - Ucrânia (7) - Emirados Árabes Unidos (2) - Estados Unidos (20) - Uzbequistão (13) - Vanuatu (2) - Venezuela (15) - Vietname (7) - IWF Equipe refugiada (6) - Iêmen (2) |